# Јасмин Телаловић
Јасмин Телаловић (Зворник, 1977 — Загреб, 10. фебруар 2023) био је хрватски и босанскохерцеговачки глумац. Познат је по улози у серији Битанге и принцезе и филму Ту.